# Glenn Murray
Glenn Murray (Maryport, 25 september 1983) is een Engels voetballer die doorgaans als aanvaller speelt.

## Clubcarrière
Murray kwam in 2008 terecht bij Brighton & Hove Albion. Daarvoor kwam hij uit voor AFC Workington, Wilmington Hammerheads, Barrow AFC, Carlisle United, Stockport County en Rochdale. In 2011 trok hij naar Crystal Palace, dat de aanvaller in 2014 verhuurde aan Reading. In 112 competitieduels maakte hij 44 doelpunten voor Crystal Palace. In september 2015 werd hij verkocht aan AFC Bournemouth. Op 12 september 2015 debuteerde Murray voor zijn nieuwe club in het competitieduel tegen Norwich City. Zijn eerste treffer voor Bournemouth volgde op 3 oktober 2015 tegen Watford.
In het seizoen 2016/17 werd hij verhuurd aan Brighton & Hove Albion en die club contracteerde hem in januari 2017 tot medio 2019. Met Brighton & Hove Albion promoveerde hij in 2017 naar de Premier League.